# Stephen Awuah Baffour
Stephen Awuah Baffour (Genzano di Roma, 9 novembre 2003) è un velocista italiano.

## Biografia
Nato a Genzano di Roma e cresciuto a Pomezia fino ai 12 anni, prima che con i genitori di origine ghanesi si sono trasferiti nel Regno Unito prima ad Harlow, nell'Essex, quindi in Scozia ed infine dal 2018 a Coventry. In Italia giocava a calcio nel ruolo di centravanti, ha iniziato a praticare l'atletica leggera a Coventry.
Nel febbraio 2025 vince la medaglia d'argento ai campionati italiani assoluti indoor. Questo risultato gli permette di venir convocato per i campionati europei indoor di Apeldoorn.

## Progressione

### 60 metri piani indoor
| Stagione | Misura  | Luogo        | Data       | Rank. Mond. |
| -------- | ------- | ------------ | ---------- | ----------- |
| 2025     | 6"65(i) | Apeldoorn    | 8-3-2025   |             |
| 2024     | 6"68(i) | Sheffield    | 23-2-2024  |             |
| 2023     | 6"77(i) | Manchester   | 8-1-2023   |             |
| 2022     | 6"89(i) | Sheffield    | 12-2-2022  |             |
| 2021     | 6"90(i) | Loughborough | 11-12-2021 |             |
| 2020     | 7"01(i) | Sheffield    | 26-1-2020  |             |

### 100 metri piani
| Stagione | Misura | Luogo      | Data      | Rank. Mond. |
| -------- | ------ | ---------- | --------- | ----------- |
| 2024     | 10"17  | Londra     | 18-8-2024 |             |
| 2023     | 10"45  | Birmingham | 23-4-2023 |             |
| 2022     | 10"60  | Manchester | 4-9-2022  |             |
| 2021     | 11"17  | Nuneaton   | 2-6-2021  |             |

### 200 metri piani
| Stagione | Misura   | Luogo      | Data      | Rank. Mond. |
| -------- | -------- | ---------- | --------- | ----------- |
| 2024     | 20"71    | Rieti      | 28-7-2024 |             |
| 2023     | 21"16(i) | Birmingham | 19-2-2023 |             |
| 2022     | 21"43    | Manchester | 4-9-2022  |             |
| 2021     | 22"05    | Bedford    | 20-6-2021 |             |
| 2020     | 22"07(i) | Sheffield  | 23-2-2020 |             |
| 2019     | 22"40    | Birmingham | 12-7-2019 |             |
| 2018     | 22"95    | Birmingham | 14-7-2018 |             |

## Palmarès
| Anno | Manifestazione  | Sede      | Evento        | Risultato  | Prestazione | Note  |
| ---- | --------------- | --------- | ------------- | ---------- | ----------- | ----- |
| 2025 | Europei indoor  | Apeldoorn | 60 m piani    | Semifinale | 6"67        | [ 5 ] |
| 2025 | Mondiali indoor | Nanchino  | 60 m piani    | Semifinale | 6"67        |       |
| 2025 | World Relays    | Guangzhou | 4x100 m mista | 5º         | 41"25       |       |

## Campionati nazionali
- 1 volta campione nazionale promesse dei 100 metri piani (2024)
- 1 volta campione nazionale promesse dei 200 metri piani (2024)

2023
- 8º ai campionati italiani promesse (agropoli), 100 m piani - 10"50
- 4º ai campionati italiani promesse (agropoli), 200 m piani - 21"12
- 21º in batteria ai campionati italiani assoluti (Molfetta), 200 m piani - 21"29[6]

2024
- 7º ai campionati italiani assoluti indoor (Ancona), 60 m piani - 6"74 [7]
- 4º ai campionati italiani assoluti (La Spezia), 100 m piani - 10"29 [8]
- Oro ai campionati italiani promesse (Rieti), 100 m piani - 10"24
- Oro ai campionati italiani promesse (Rieti), 200 m piani - 20"71

2025
- Argento ai campionati italiani assoluti indoor (Ancona), 60 m piani - 6"70 [9]